# Ionosfera marciana
La ionosfera marciana es una capa de la atmósfera de Marte cuyos gases se encuentran ionizados debido a la radiación solar. Sus características y capas son diferentes a los de la ionosfera terrestre, mucho más estudiada.
Gran parte de las características que conocemos de la ionosfera marciana provienen de los obtenidos por la sonda Mars Express, que alcanzó Marte a finales de 2003 y de su radar MARSIS (Mars Advanced Radar for Subsurface and Ionosphere Sounding), que comenzó a operar en 2005.

## Características
Hay varias capas en la ionosfera marciana que, al igual que en el caso terrestre, varían con los ciclos día-noche, las estaciones del año y las interacciones con el débil campo magnético marciano. 
Las distintas capas vienen definidas por la diferente altura a la que se reflejan las ondas de distinta frecuencia. Las dos principales se encuentran situadas a unos 110 y 135 km de altura. Existe además una tercera capa volátil aún más cercana a la superficie (entre 65 y 110 km de altitud). Su existencia se ha explicado extrapolando lo ocurrido en el caso terrestre, donde esta capa (permanente en la Tierra), denominada meteórica es debida al intercambio de cargas entre la atmósfera y los meteoros entrantes.